# Întâmpinarea Domnului

Prezentarea pruncului Iisus în Templu, ca. 1470, Muzeul Catharijneconvent, Utrecht

Întâmpinarea Domnului este o sărbătoare creștină ortodoxă, catolică și luterană (2 februarie).

## Istoric
Această sărbătoare, ce cade la 40 de zile de la Nașterea Domnului Iisus, se ținea la Ierusalim cel puțin de la începutul secolului al V-lea, "cu aceeași bucurie ca Paștele" (relatarea pelerinei Etheria). La Roma a fost introdusă în jurul anului 650.

## Conținut
Conținutul sărbătorii se referă la prezentarea pruncului Iisus în Templu: Lc 2, 22-40, după cum arată denumirea apuseană (de după 1960) a sărbătorii: "Prezentarea Domnului". Denumirea răsăriteană de "Întâmpinarea Domnului" exprimă faptul că Mesia vine în Templul său și-l întâlnește pe Poporul lui Dumnezeu din Vechiul Testament, reprezentat de Simeon și Ana (profetesa Ana, fiica lui Fanuel). În Apus, în trecut, era văzută mai ales ca o sărbătoare a Maicii Domnului, fiind numită, până în 1960, "Purificarea Mariei", cu referire la Legea iudaică: Lev 12.

## Semnificație
În prisma religiei creștine semnificația sărbătorii este dată de Hristos ca lumină a neamurilor. Hristos aduce lumina lui Dumnezeu într-o lume întunecată de păcat. Creștinii trebuie să ducă această lumină în lume, dat fiind că împărtășesc misiunea și viața lui Isus Hristos.

## Sărbătoarea în tradiția populară
La 40 zile după Crăciun, la 2 februarie, când biserica ortodoxa sărbătorește Întâmpinarea Domnului, spiritualitatea populara păstrează sărbătoarea numita Stretenie sau Ziua Ursului. Se consideră ca în aceasta zi anotimpul rece se confruntă cu cel cald, data de 2 februarie fiind un reper pentru prevestirea condițiilor meteorologice. Schimbarea anotimpurilor era pusă pe seama apariției sau dispariției ursului, credință întâlnită nu numai la bucovineni, ci și în întreg spațiului carpatic, in nordul Europei și chiar în unele zone din America. 
Dacă în această zi este soare, ursul iese din bârlog și își vede umbra, se sperie și se retrage, prevestind astfel, prelungirea iernii cu încă 6 săptămâni. Dimpotrivă, dacă în ziua de Stretenie cerul este înnorat, ursul nu-și poate vedea umbra si rămâne afară, prevestind slăbirea frigului si apropierea primăverii.
De asemenea, sărbătoarea Întâmpinării Domnului este prilejul unei tradiții foarte populare chiar și în Occident, unde este numită „La Chandeleur”, adică „Sărbătoarea Lumânărilor”. Potrivit unei tradiții vechi, la litia acestei sărbători toți credincioșii purtau în mâini lumânări aprinse pentru a aminti de gestul bătrânului Simeon care L-a purtat în brațe pe Hristos, Lumina cea adevărată. Aceste lumânări, care erau sfințite în ziua acestei sărbători, erau păstrate apoi cu evlavie, fiind considerate ca păzitoare de furtună.
Tradiția sfințirii lumânărilor de praznicul Întâmpinării Domnului este specifică, în România, zonelor Ardealului și Maramureșului, ca rezultat al influenței creștinismului vestic.